# Бени и Джун
„Бени и Джун“ (на английски: Benny & Joon) е американска романтична комедия от 1993 г. на режисьора Джеремия Чечик, по сценарий на Бари Бърман и Лесли Макнийл, във филма участват Джони Деп, Мери Стюарт Мастерсън, Ейдън Куин, Джулиан Мур и Оливър Плат.